# Fanny Cottençon
Fanny Cottençon (Port-Gentil, 11 maggio 1957) è un'attrice e produttrice cinematografica francese.

## Biografia
Studia a Parigi all'Atelier Blanche Salant, scuola teatrale che applica il metodo Stanislavskij nello studio del personaggio. Esordisce al cinema e successivamente si dedica a lavori televisivi, conquistando il Premio César nel 1983 come miglior attrice non protagonista per il film L'étoile du Nord. Il 23 gennaio 2023, è protagonista di una nuova stagione di Scènes de ménages al fianco di Didier Bénureau.

## Vita privata
È stata sposata con il regista e attore Roger Coggio. La coppia ha avuto un figlio.

## Filmografia

### Cinema
- L'étoile du Nord, regia di Pierre Granier-Deferre (1982)
- Passione violenta (Fanny Pelopaja), regia di Vicente Aranda (1984)

- Monsieur de Pourceaugnac, regia di Michel Mitrani (1985)
- David, Thomas et les autres, regia di László Szabó (1985)
- Spécial Police, regia di Michel Vianey (1985)
- Golden Eighties, regia di Chantal Akerman (1986)
- Poussière d'ange, regia di Édouard Niermans (1987)
- Le Journal d'un fou, regia di Roger Coggio (1987)
- Tant qu'il y aura des femmes, regia di Didier Kaminka (1987)
- Gros Cœurs, regia di Pierre Joassin (1988)
- Les Saisons du plaisir, regia di Jean-Pierre Mocky (1988)
- À gauche en sortant de l'ascenseur, regia di Édouard Molinaro (1988)
- La Folle Journée ou le Mariage de Figaro, regia di Roger Coggio (1989)
- Les Clés du paradis, regia di Philippe de Broca (1991)
- La Dérive, regia di António da Cunha Telles (1996)
- L'Homme idéal, regia di Xavier Gélin (1997)

- Che resti tra noi (Ça reste entre nous), regia di Martin Lamotte (1998)
- Le nostre vite felici (Nos vies heureuses), regia di Jacques Maillot (1999)

- Mortel Transfert, regia di Jean-Jacques Beineix (2001)
- La figlia di suo padre (La Fille de son père), regia di Jacques Deschamps (2001)
- Change-moi ma vie, regia di Liria Bégéja (2001)
- Vivante, regia di Sandrine Ray (2002)
- Single Again, regia di Joyce Buñuel (2002)
- Mariage mixte, regia di Alexandre Arcady (2004)

- Il mio amico giardiniere (Dialogue avec mon jardinier), regia di Jean Becker (2007)

- Le Temps d'un regard, regia di Ilan Flammer (2007)
- La Chambre des morts, regia di Alfred Lot (2007)
- Tu peux garder un secret?, regia di Alexandre Arcady (2008)
- Le Jour de la grenouille, regia di Béatrice Pollet (2011)

- Les Beaux Jours, regia di Marion Vernoux (2013)

- À deux heures de Paris, regia di Virginie Verrier (2017)
- Moi et le Che, regia di Patrice Gautier (2018)
- Online Billie, regia di Lou Assous (2019)
- Toi non plus tu n'as rien vu, regia di Béatrice Pollet (2023)

### Televisione
- Mystère – serie TV (2007)
- Candice Renoir – serie TV, 2 episodi (2016)

## Audiolibri
- (FR) Boris Vian, L'arrache-coeur, Audiolib, 7 ottobre 2009, ISBN 978-2356410702.
- (FR) Georges Simenon, L'amie de Madame Maigret, Gallimard, 6 novembre 2008, ISBN 9782070785551.

## Riconoscimenti
- Premio César
  - 1983 – Migliore attrice non protagonista per L'étoile du Nord

- Premio Molière
  - 2015 – Candidatura alla migliore attrice per On ne se mentira jamais!